# Hipposideros larvatus
Hipposideros larvatus är en fladdermusart som först beskrevs av Thomas Horsfield 1823.  Hipposideros larvatus ingår i släktet Hipposideros och familjen rundbladnäsor. IUCN kategoriserar arten globalt som livskraftig. Inga underarter finns listade i Catalogue of Life. Wilson & Reeder (2005) skiljer mellan fem underarter.
Arten är med 55,5 till 62,2 mm långa underarmar och med en vikt av 17,4 till 24,8 g medelstor inom släktet Hipposideros. Öronen är 17 till 21 mm långa. Fladdermusen har mörk kanelbrun päls på ovansidan är ljusare brun päls på undersidan. Ungdjur är allmänt mörkare än vuxna exemplar.
Denna fladdermus förekommer i Sydostasien från södra Kina och Bangladesh till Borneo och Java. Den lever i låglandet och i bergstrakter upp till 2000 meter över havet. Habitatet varierar mellan mera torra landskap, fuktiga skogar och jordbruksmark. Individerna vilar i grottor, i tunnlar eller i byggnader.
En koloni kan bestå av flera hundra exemplar och dessutom förekommer blandade kolonier med andra fladdermöss. Lätet som används för ekolokaliseringen har sin största energi vid 82 kHz.

## Bildgalleri

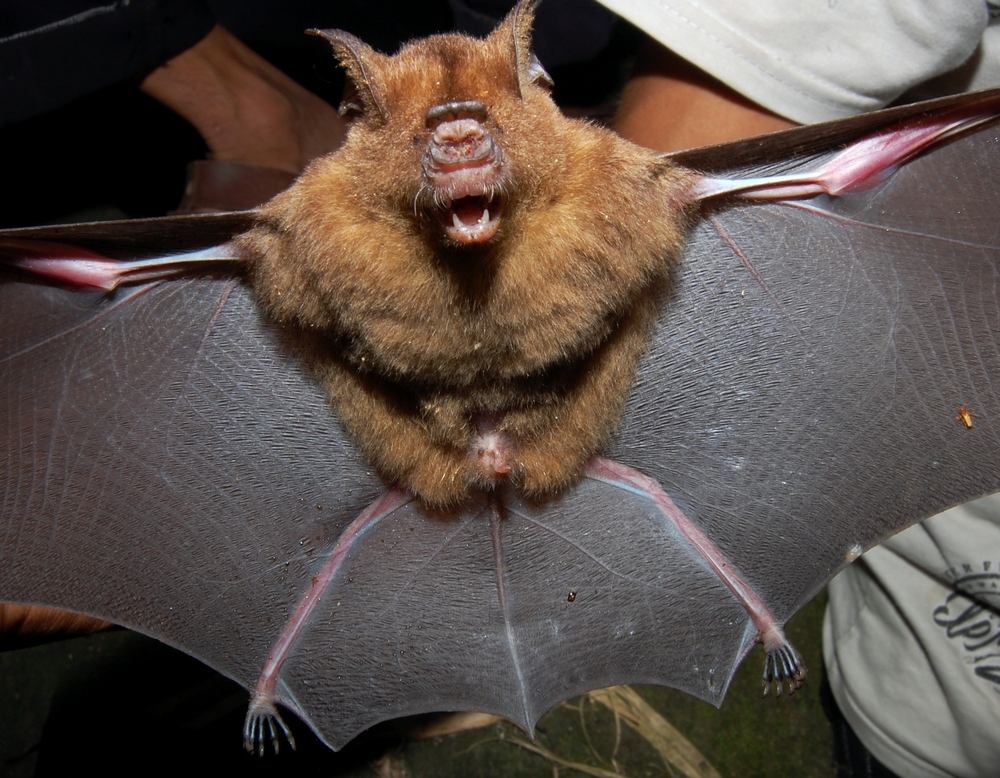
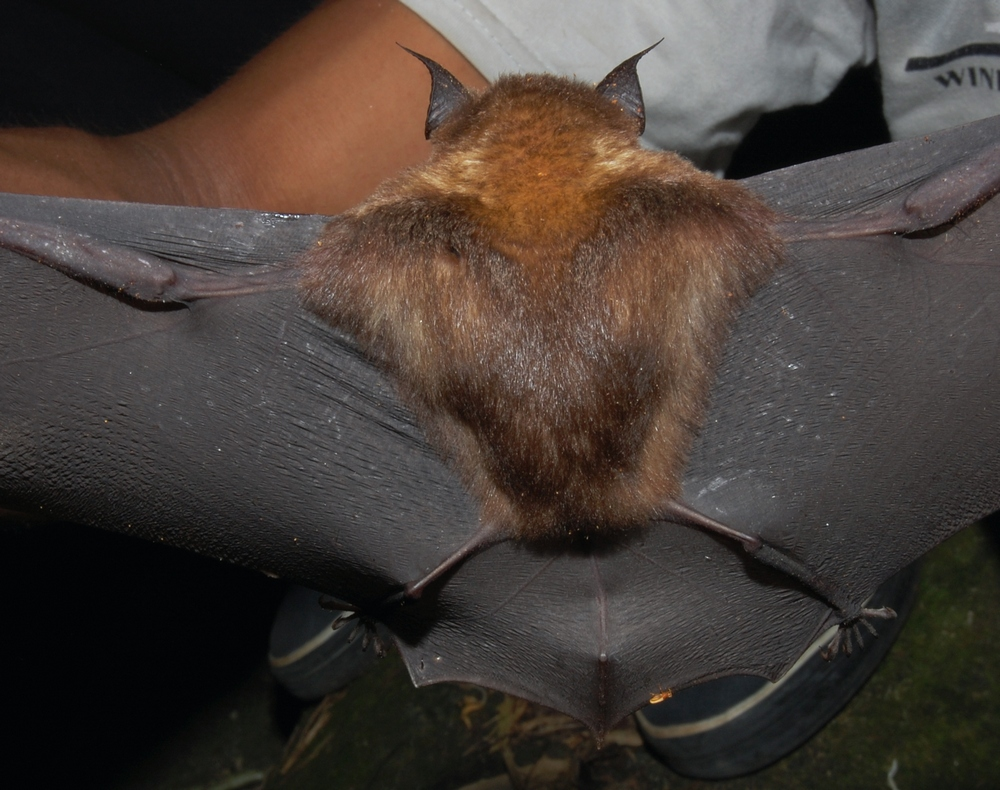
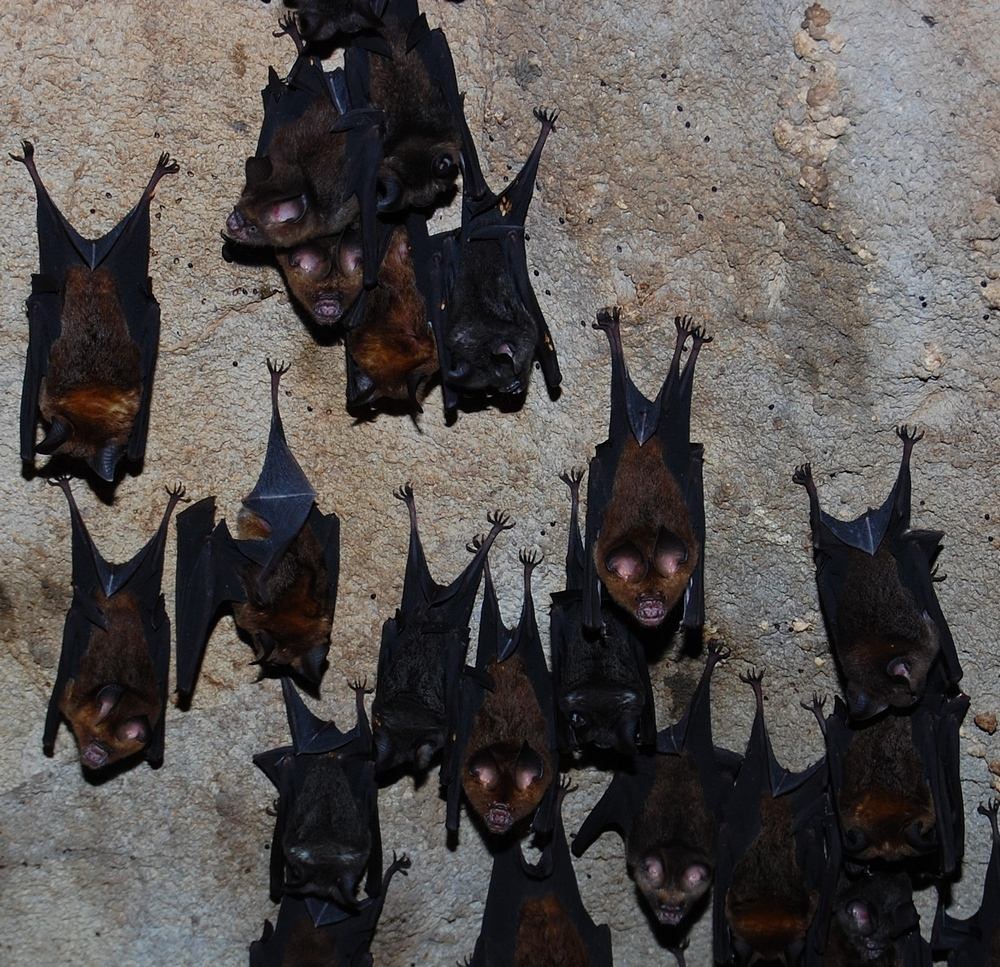